# Fontana della Maremma assetata
La fontana della Maremma assetata si trova a Cecina, in piazza Guerrazzi.

## Storia
All'inizi del Novecento venne risolto anche il grave problema dell'acqua potabile a Cecina, che nei decenni precedenti era stato la grande piaga di questo e di altri territori della Maremma.
Il 26 febbraio 1909, infatti, era già firmato il progetto de nuovo acquedotto ideato dal prof. ing. Gaetano Bruno di Napoli.
La grande opera, denominata "Acquedotto delle Case", fu realizzata nell'arco di pochi anni; al termine dei lavori fu innalzata una fontana monumentale nella centrale piazza Guerrazzi, che l'amministrazione Comunale con a capo il sindaco Giovanni Pegolotti, affido allo sculture Ermindo di Pietro Vignali.
Dal contratto stipulato tra l'amministrazione del comune e lo scultore si ricava quanto segue: "I due nudi, uno dei quali rappresenta Ercole=Lavoro ed uno rappresentante Cecina che si disseta, debbono essere scolpiti in marmo di Carrara: le quattro Meduse, i putti allegorici e lo stemma del Comune debbono essere riprodotti in bronzo; ed ogni altro rimanente dev'essere eseguito in travertino di Rapolano".
Per tutto il lavoro a carico dello scultore fu concordato un prezzo di lire 15.000, con pagamento a forfait. I Lavori però furono interrotti a causa della prima guerra mondiale e furono terminati solo nel 1919. L'impianto per ottenere i giochi d'acqua fu realizzato dalla ditta Luder di Firenze ed i travertini furono forniti dalla ditta Pini di Rapolano Terme.
La costruzione di questa grande fontana rese necessario l'abbattimento della precedente fonte pubblica, che aveva dissetato gli abitanti fino a quel momento.
L'opera fu inaugurata nell'aprile del anno 1919 dopo accurato collaudo, in ritardo rispetto a quanto previsto, per la chiamata alle armi degli operai e dello stesso scultore, che prestò servizio militare dal febbraio 1916 al marzo 1919.

## Descrizione
La fontana è a pianta quadrata; la figura di Ercole, che rappresenta il duro lavoro dell'uomo, si trova al vertice di un impianto piramidale ottenuto con la sovrapposizione di blocchi di travertino, in parte grezzi e in parte lavorati, mentre la donna nuda, raffigurante la Città che si disseta da una sorgente che sgorga dalla roccia, si trova circa a metà e forma con il vertice un asse diagonale nella composizione globale; tutto insieme è reso più movimentato dagli zampilli d'acqua che, come nelle fontane barocche, sono parte integrante ed essenziale per raggiungere l'effetto desiderato.